# بين شوت
بين شوت (بالإنجليزية: Ben Schott)‏ هو كاتب ومصور بريطاني، ولد في 26 مايو 1974 في لندن في المملكة المتحدة.

## وصلات خارجية
- الموقع الرسمي
- بين شوت على موقع مونزينجر (الألمانية)